# Portonovo
Portonovo is een plaats (frazione) in de Italiaanse gemeente Ancona, net ten zuidoosten van de Monte Conero. De plaats is volledig gericht op het toerisme.
Portonovo heeft een baai met een twee kilometer lang strand. Bij de pier staat het fort uit de Napoleontische periode: dit fort is in 1810 gebouwd om de stad Ancona te beschermen tegen aanvallen en om het Continentaal Stelsel te handhaven.
De 11e-eeuwse kerk Santa Maria di Portonovo behoorde oorspronkelijk bij een Benedictijnerabdij. Rond 1500 werd bij een aanval door de Ottomanen de abdij verwoest, maar de kerk overleefde de aanval. De kerk komt voor in Dantes La Divina Comedia.
De Torre De Bosis is in 1716 gebouwd in opdracht van paus Clemens XI. De dichter Adolfo De Bosis kocht de toren eind 19e eeuw; zijn zoon Lauro De Bosis gebruikte de toren als zomerhuis.